# Гарсия, Рубен (футболист, 1998)
Рубен Гарсия Каналес (исп. Rubén García Canales; род. 20 октября 1998, Эльче) — испанский футболист, правый защитник греческого клуба «Астерас».

## Клубная карьера
Воспитанник клуба «Эльче», играл за дублирующую команду «Эльче Б». В последующие годы играл за «Барселону Б», «Кастельон» и «Леванте Б», в котором сыграл целый сезон.
31 августа 2020 года Гарсия присоединился к греческому клубу «Астерас», за который дебютировал 13 сентября, выйдя на замену вместо Ксеска Реджиса в матче против «Панатинаикоса», который был выигран «Астерасом» со счетом 1:0.